# Блестящие лори
Блестящие лори (лат. Chalcopsitta) — род попугаеобразных.

## Внешний вид
Обычно некрупные птицы, 27—32 см длиной.

## Распространение
Обитают на островах Индонезии, Меланезии и Новой Гвинеи.

## Образ жизни
О жизни их в природе известно очень мало. Населяют леса по берегам рек, на границе саванн и плантаций. Держатся небольшими стаями по 10—30 птиц.

## Размножение
В кладке 2 яйца. Насиживание длится 25—26 дней. Молодые вылетают из гнезда в возрасте 70—75 дней и родители подкармливают их ещё несколько недель.

## Содержание
Содержание всех видов из этого рода попугаев в неволе считается очень трудным. При завозе их в Европу особенно тяжело проходит период акклиматизации и перевод на новые виды кормов.

## Классификация
Род включает в себя 3 вида:
- Чёрный блестящий лори (Chalcopsitta atra)
- Бурый блестящий лори (Chalcopsitta duivenbodei)
- Краснолобый блестящий лори (Chalcopsitta sintillata)